# Skimming
Skimming – przestępstwo polegające na nielegalnym skopiowaniu zawartości paska magnetycznego karty płatniczej bez wiedzy jej posiadacza w celu wytworzenia kopii i wykonywania nieuprawnionych płatności za towary i usługi lub wypłat z bankomatów. Obecnie skimming wymierzony jest także w karty chipowe z układami niechronionej klasy SDA, jak i układami klasy DDA uchodzącymi za bezpieczniejsze. Ponieważ skopiowana karta w elektronicznych systemach bankowych zachowuje się jak karta oryginalna, wszystkie operacje wykonane przy jej pomocy odbywają się kosztem posiadacza oryginalnej karty i obciążają jego rachunek.
Istnieją dwa rodzaje skimmingu: skimming w placówce handlowej oraz skimming bankomatowy.
Skimming w placówce handlowej polega na wykonaniu kopii karty przez sprzedawcę lub inną osobę, która weszła w jej chwilowe posiadanie. Ponieważ w takiej sytuacji przestępcy nie zawsze mają możliwość poznać kod PIN sklonowanej karty, kopie mogą wykorzystać tylko w przypadku kart, które nie wymagają autoryzacji przy pomocy PIN-u, i tylko w płatnościach za towary i usługi. Nie mogą wykorzystać skopiowanej karty do pobierania pieniędzy z bankomatów.

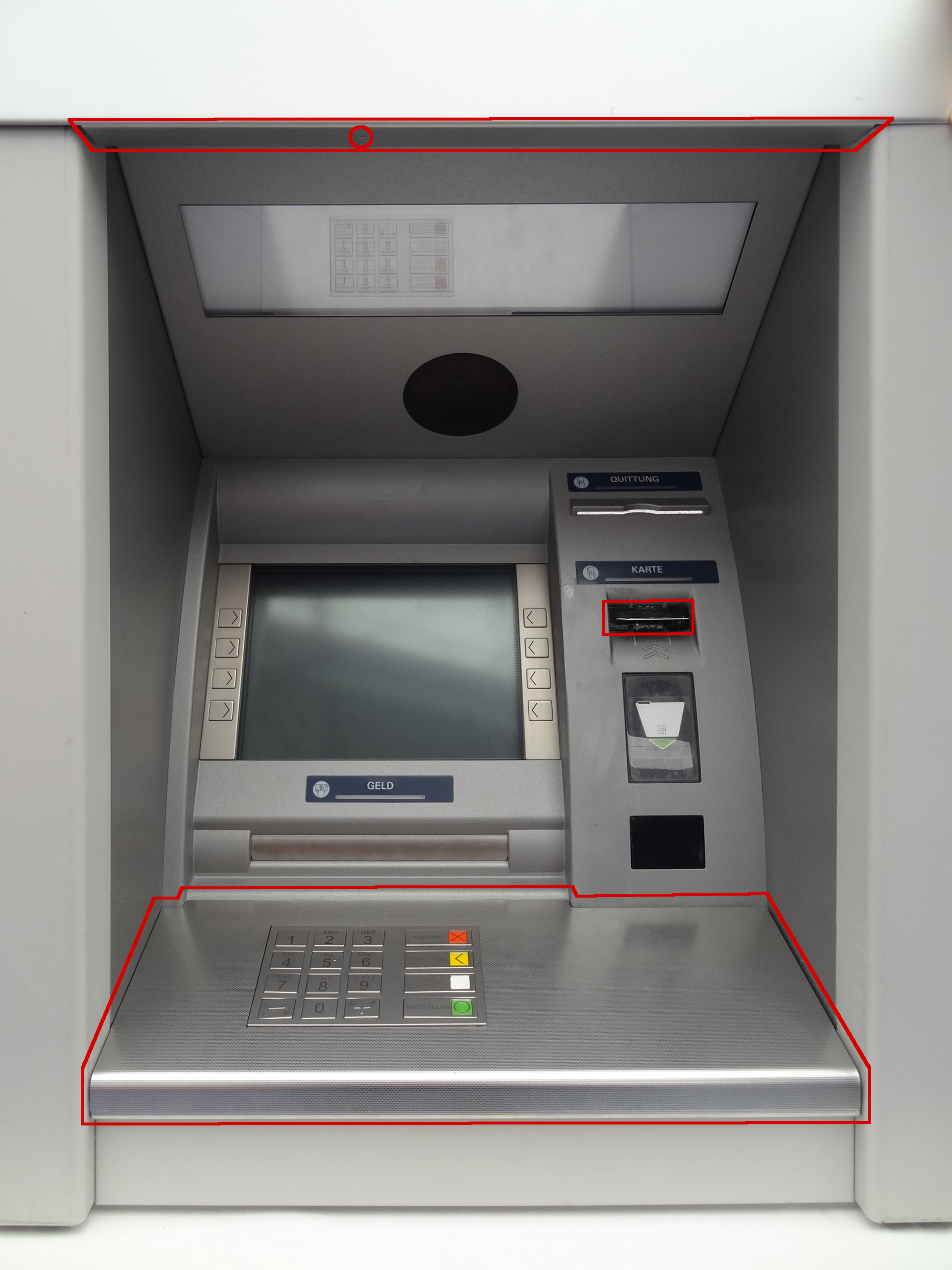
Bankomat z oznaczonymi miejscami, gdzie umieszcza się urządzenia wykorzystywane do skimmingu (2016)

Znacznie bardziej niebezpieczny jest skimming bankomatowy, polegający na tym, że przestępcy instalują na bankomatach lub w ich wnętrzu (czytniku) specjalne urządzenia, które służą do pozyskiwania danych z paska magnetycznego lub chipa (czytnik) oraz PIN-u: kamera, fałszywa klawiatura lub płaska płytka obwodu umieszczona w czytniku na kartę dzięki której można podsłuchać i zmanipulować komunikację między terminalem a chipem i uzyskać numer PIN. Zarejestrowane w ten sposób informacje są najczęściej transmitowane drogą radiową i służą do produkcji fałszywych kart, za pomocą których możliwe jest pobieranie gotówki z kont klientów banków za pośrednictwem bankomatów.

## Skimmer
Skimmer to urządzenie będące specjalnie przygotowaną nakładką bankomatową umożliwiającą pobieranie informacji z pasków magnetycznych zawartych na karcie płatniczej. Nakładce może towarzyszyć dodatkowa klawiatura, nałożona na tę właściwą, zapisująca wpisywane numery PIN lub kamera śledzącą palce na klawiaturze.